# 高速自動車國道法
高速自動車國道法（高速自動車国道法），亦即1957年（昭和32年）4月25日法律第79號，是日本為了升級、管理高速自動車國道等相關事項而制定的法律。本法目的在「除道路法（昭和27年法律第180號）所規定事項之外，本法規範高速自動車國道路線之指定、升級計畫、管理、構造、保全等相關事項並企圖升級高速自動車國道，為汽車交通的發達做出貢獻」（第1條）。

## 組成
- 第1章 總則
- 第2章 管理
- 第3章 雜則
- 第4章 罰則